# おにぎりの心
「おにぎりの心」（おにぎりのこころ）は、NHK教育テレビの『おかあさんといっしょ』で、1997年1月の「今月の歌」として放送された楽曲。作詞：下山啓、作曲：越部信義。
オリジナルは、当時の歌のお兄さんだった速水けんたろう、歌のお姉さんだった茂森あゆみによって歌われた。

## 概要
1996年11月4日開催のファミリーコンサート「はるなつあきふゆ ミュージカル」にて最初に披露され、おにぎりの声は津久井教生、鈴木琢磨、篠原恵美が担当した。

## その他
同局の『クインテット』では、同じ歌詞に宮川彬良が新たに曲を付けた作品が発表され、2004年にワーナーミュージック・ジャパンから発売されたCD『ゆうがたクインテット「ソングス」』に収録された。
このバージョンは『コレナンデ商会』でも使われ、2018年にワーナーミュージック・ジャパンから発売されたCD『NHKコレナンデ商会「あしたへのしりとり」』に収録された（歌：ジェイ（川平慈英）、ブルブル（えなりかずき）、キーウィ（吉木りさ））。